# コートー県
コートー県（コートーけん、ベトナム語：Huyện Cô Tô / 縣姑蘇?）は、ベトナムクアンニン省の県。

## 行政区画
以下の1市鎮2社を管轄する。
- コートー市鎮（Cô Tô / 姑蘇）
- タインラン社（Thanh Lân / 清鄰）
- ドンティエン社（Đồng Tiến / 同進）